# Zimbabwe az 1980. évi nyári olimpiai játékokon
Zimbabwe a szovjetunióbeli Moszkvában megrendezett 1980. évi nyári olimpiai játékok egyik részt vevő nemzete volt. Az országot az olimpián 10 sportágban 42 sportoló képviselte, akik összesen 1 érmet szereztek. Zimbabwe első érmét és aranyérmét szerezte az olimpiai játékok történetében.

## Érmesek
| Érem  | Versenyző | Sportág   | Versenyszám |
| ----- | --- | --------- | ----------- |
| Arany | Nemzeti válogatott Sarah English Ann Grant Brenda Phillips Pat McKillop Sonia Robertson Trish Davies Maureen George Linda Watson Sue Huggett Gill Cowley Liz Chase Sandy Chick Helen Volk Chris Prinsloo Anthea Stewart | Gyeplabda | Női         |

## Atlétika
Férfi
| Versenyző         | Versenyszám | Előfutam | Előfutam | Előfutam | Elődöntő | Elődöntő | Elődöntő | Döntő   | Döntő    |
| Versenyző         | Versenyszám | Idő      | Hely.    | Össz.    | Idő      | Hely.    | Össz.    | Idő     | Helyezés |
| ----------------- | ----------- | -------- | -------- | -------- | -------- | -------- | -------- | ------- | -------- |
| Zephaniah Ncube   | 5000 m      | 14:06,70 | 10.      | 29.      | kiesett  | kiesett  | kiesett  | kiesett | kiesett  |
| Kenias Tembo      | 10 000 m    | 30:53,8  | 10.      | 30.      |          |          |          | kiesett | kiesett  |
| Tapfumaneyi Jonga | Maraton     |          |          |          |          |          |          | 2:47:17 | 51.      |
| Abel Nkhoma       | Maraton     |          |          |          |          |          |          | 2:53:35 | 53.      |

## Cselgáncs
| Versenyző     | Versenyszám  | Csoport | 32-es főtábla             | Nyolcaddöntő              | Negyeddöntő       | Elődöntő          | Vigaszág negyeddöntő    | Vigaszág elődöntő | Bronz- mérkőzés   | Döntő             | Helyezés |
| Versenyző     | Versenyszám  | Csoport | Ellenfél Eredmény         | Ellenfél Eredmény         | Ellenfél Eredmény | Ellenfél Eredmény | Ellenfél Eredmény       | Ellenfél Eredmény | Ellenfél Eredmény | Ellenfél Eredmény | Helyezés |
| ------------- | ------------ | ------- | ------------------------- | ------------------------- | ----------------- | ----------------- | ----------------------- | ----------------- | ----------------- | ----------------- | -------- |
| Fransie Fyfer | Harmatsúly   | B       | Tsendiin Damdin (MGL) · V |                           |                   |                   | Yves Delvingt (FRA) · V | kiesett           | kiesett           |                   | 9.       |
| John de Wet   | Félnehézsúly | B       | erőnyerő                  | Mark Chittenden (GBR) · V | kiesett           | kiesett           |                         |                   |                   |                   | 13.      |
| John de Wet   | Nyílt        | A       | erőnyerő                  | Arthur Mapp (GBR) · V     | kiesett           | kiesett           |                         |                   |                   |                   | 10.      |

## Gyeplabda

### Női
| Zimbabwei női gyeplabdacsapat-játékoskeret                                                                                    | Zimbabwei női gyeplabdacsapat-játékoskeret                                                           |
| --- | --- |
| - Sarah English - Ann Grant - Brenda Phillips - Pat McKillop - Sonia Robertson - Trish Davies - Maureen George - Linda Watson | - Sue Huggett - Gill Cowley - Liz Chase - Sandy Chick - Helen Volk - Chris Prinsloo - Anthea Stewart |

#### Eredmények
Csoportkör
| 1980. július 25. 11:00 | Zimbabwe (ZIM) | 4–0 | Lengyelország (POL) |  |
| 1980. július 25. 11:00 | (2–0)          |     |                     |  |

| 1980. július 27. 14:45 | Zimbabwe (ZIM) | 2–2 | Csehszlovákia (TCH) |  |
| 1980. július 27. 14:45 | (0–2)          |     |                     |  |

| 1980. július 28. 17:00 | Zimbabwe (ZIM) | 2–0 | Szovjetunió (URS) |  |
| 1980. július 28. 17:00 | (1–0)          |     |                   |  |

| 1980. július 30. | Zimbabwe (ZIM) | 1–1 | India (IND) |  |
| 1980. július 30. | (0–0)          |     |             |  |

| 1980. július 31. 11:45 | Zimbabwe (ZIM) | 4–1 | Ausztria (AUT) |  |
| 1980. július 31. 11:45 | (1–1)          |     |                |  |

Végeredmény
| Helyezés | Csapat              | M | Gy | D | V | G+ | G– | Gk  | P |
| -------- | ------------------- | - | -- | - | - | -- | -- | --- | - |
| Arany    | Zimbabwe (ZIM)      | 5 | 3  | 2 | 0 | 13 | 4  | +9  | 8 |
| Ezüst    | Csehszlovákia (TCH) | 5 | 3  | 1 | 1 | 10 | 5  | +5  | 7 |
| Bronz    | Szovjetunió (URS)   | 5 | 3  | 0 | 2 | 11 | 5  | +6  | 6 |
| 4.       | India (IND)         | 5 | 2  | 1 | 2 | 9  | 6  | +3  | 5 |
| 5.       | Ausztria (AUT)      | 5 | 2  | 0 | 3 | 6  | 11 | –5  | 4 |
| 6.       | Lengyelország (POL) | 5 | 0  | 0 | 5 | 0  | 18 | –18 | 0 |

| Csapat         | Helyezés |
| -------------- | -------- |
| Zimbabwe (ZIM) |          |

## Íjászat
| Versenyző   | Versenyszám  | 1. forduló | 1. forduló | 2. forduló | 2. forduló | Összesítés | Összesítés |
| Versenyző   | Versenyszám  | Pont       | Hely.      | Pont       | Hely.      | Pont       | Helyezés   |
| ----------- | ------------ | ---------- | ---------- | ---------- | ---------- | ---------- | ---------- |
| David Milne | Férfi egyéni | 1088       | 33.        | 1058       | 36.        | 2146       | 34.        |

## Kerékpározás

### Országúti kerékpározás
Férfi
| Versenyző       | Versenyszám   | Idő           | Helyezés      |
| --------------- | ------------- | ------------- | ------------- |
| David Gillow    | Mezőnyverseny | nem ért célba | nem ért célba |
| Michael McBeath | Mezőnyverseny | nem ért célba | nem ért célba |

### Pálya-kerékpározás
Sprintverseny
| Versenyző | Versenyszám  | 1. forduló                 | 1. forduló | Vigaszág                    | Vigaszág | Döntő                                               | Döntő | 2. forduló           | 2. forduló | Vigaszág             | Vigaszág | Nyolcaddöntő           | Nyolcaddöntő | Vigaszág               | Vigaszág | Döntő                | Döntő   | Negyeddöntő          | 5–8. helyért           | 5–8. helyért | Elődöntő             | Döntő                | Helyezés |
| Versenyző | Versenyszám  | Ellenfelek Győztes idő     | Hely       | Ellenfelek Győztes idő      | Hely     | Ellenfelek Győztes idő                              | Hely  | Ellenfél Győztes idő | Hely       | Ellenfél Győztes idő | Hely     | Ellenfelek Győztes idő | Hely         | Ellenfelek Győztes idő | Hely     | Ellenfél Győztes idő | Hely    | Ellenfél Győztes idő | Ellenfelek Győztes idő | Hely         | Ellenfél Győztes idő | Ellenfél Győztes idő | Helyezés |
| --------- | ------------ | -------------------------- | ---------- | --------------------------- | -------- | --------------------------------------------------- | ----- | -------------------- | ---------- | -------------------- | -------- | ---------------------- | ------------ | ---------------------- | -------- | -------------------- | ------- | -------------------- | ---------------------- | ------------ | -------------------- | -------------------- | -------- |
| John Musa | Férfi egyéni | Lutz Heßlich (GDR) · 11,42 | 2.         | Terry Tinsley (GBR) · 11,62 | 2.       | Morcz László (HUN) · Fawzi Abdussalam (LBA) · 11,49 | 3.    | kiesett              | kiesett    | kiesett              | kiesett  | kiesett                | kiesett      | kiesett                | kiesett  | kiesett              | kiesett | kiesett              | kiesett                | kiesett      | kiesett              | kiesett              | kiesett  |

Időfutam
| Név       | Versenyszám  | Idő      | Helyezés |
| --------- | ------------ | -------- | -------- |
| John Musa | Férfi egyéni | 1:15,779 | 18.      |

## Műugrás
Férfi
| Versenyző        | Versenyszám        | Selejtező | Selejtező | Döntő   | Döntő    |
| Versenyző        | Versenyszám        | Pont      | Helyezés  | Pont    | Helyezés |
| ---------------- | ------------------ | --------- | --------- | ------- | -------- |
| David Parrington | Egyéni műugrás     | 416,670   | 24.       | kiesett | kiesett  |
| David Parrington | Egyéni toronyugrás | 356,760   | 22.       | kiesett | kiesett  |

Női
| Versenyző        | Versenyszám        | Selejtező | Selejtező | Döntő   | Döntő    |
| Versenyző        | Versenyszám        | Pont      | Helyezés  | Pont    | Helyezés |
| ---------------- | ------------------ | --------- | --------- | ------- | -------- |
| Debbie Hill      | Egyéni műugrás     | 390,270   | 14.       | kiesett | kiesett  |
| Antonette Wilken | Egyéni műugrás     | 402,210   | 10.       | kiesett | kiesett  |
| Antonette Wilken | Egyéni toronyugrás | 274,350   | 16.       | kiesett | kiesett  |

## Sportlövészet
Nyílt
| Versenyző        | Versenyszám           | Pont | Helyezés |
| ---------------- | --------------------- | ---- | -------- |
| David Westerhout | Gyorstüzelő pisztoly  | 529  | 38.      |
| Ian Redmond      | Gyorstüzelő pisztoly  | 576  | 33.      |
| Ian Redmond      | Szabadpisztoly        | 527  | 27.      |
| Maureen Reichert | Szabadpisztoly        | 524  | 28.      |
| Dennis Hardman   | Sportpuska, fekvő     | 592  | 25.      |
| Dennis Hardman   | Sportpuska, összetett | 1117 | 30.      |
| Paul Meyer       | Trap                  | 183  | 25.      |
| Jason Cambitzis  | Trap                  | 165  | 33.      |
| Jeremy Cole      | Skeet                 | 185  | 33.      |
| Richard Gardner  | Skeet                 | 177  | 43.      |

## Súlyemelés
| Versenyző    | Versenyszám | Szakítás | Szakítás | Lökés    | Lökés    | Összesen | Helyezés |
| Versenyző    | Versenyszám | Eredmény | Helyezés | Eredmény | Helyezés | Összesen | Helyezés |
| ------------ | ----------- | -------- | -------- | -------- | -------- | -------- | -------- |
| Addison Dale | 100 kg      | 100,0    | 16.      | 125,0    | 14.      | 225,0    | 14.      |

## Úszás
Férfi
| Versenyző  | Versenyszám    | Előfutam | Előfutam | Előfutam | Elődöntő | Elődöntő | Elődöntő | Döntő   | Döntő    |
| Versenyző  | Versenyszám    | Idő      | Hely.    | Össz.    | Idő      | Hely.    | Össz.    | Idő     | Helyezés |
| ---------- | -------------- | -------- | -------- | -------- | -------- | -------- | -------- | ------- | -------- |
| Guy Goosen | 100 m gyors    | 52,87    | 5.       | 24.      | kiesett  | kiesett  | kiesett  | kiesett | kiesett  |
| Guy Goosen | 200 m gyors    | 1:56,88  | 6.       | 33.      |          |          |          | kiesett | kiesett  |
| Guy Goosen | 100 m pillangó | 56,15    | 2.       | 8.       | 56,35    | 5.       | 11.      | kiesett | kiesett  |

Női
| Versenyző    | Versenyszám | Előfutam | Előfutam | Előfutam | Döntő   | Döntő    |
| Versenyző    | Versenyszám | Idő      | Hely.    | Össz.    | Idő     | Helyezés |
| ------------ | ----------- | -------- | -------- | -------- | ------- | -------- |
| Lynne Tasker | 100 m gyors | 1:03,36  | 7.       | 23.      | kiesett | kiesett  |
| Lynne Tasker | 100 m mell  | 1:18,81  | 5.       | 21.      | kiesett | kiesett  |
| Lynne Tasker | 200 m mell  | 2:48,86  | 6.       | 23.      | kiesett | kiesett  |

## Vitorlázás
Nyílt
| Versenyző                      | Versenyszám    | Futam | Futam  | Futam | Futam  | Futam | Futam  | Futam | Pontszám | Helyezés |
| Versenyző                      | Versenyszám    | 1     | 2      | 3     | 4      | 5     | 6      | 7     | Pontszám | Helyezés |
| ------------------------------ | -------------- | ----- | ------ | ----- | ------ | ----- | ------ | ----- | -------- | -------- |
| Peter Wilson                   | Finn dingi     | 14,0  | 15,0   | 22,0  | (23,0) | 21,0  | (23,0) | 21,0  | 116,0    | 16.      |
| Jeremy O’Connor Robin O’Connor | 470-es osztály | 18,0  | (19,0) | 18,0  | (19,0) | 18,0  | 18,0   | 19,0  | 110,0    | 13.      |